# Huta (rejon szeptycki)
Huta (ukr. Гута; hist. Moszków) – wieś na Ukrainie, w rejonie szeptyckim obwodu lwowskiego. Wieś liczy ponad 500 mieszkańców.
Do 2020 w rejonie sokalskim.
W latach 1800–1808 w dworze Feliksa Polanowskiego, starosty stęgwilskiego, w Moszkowie, przebywał Karol Kurpiński w charakterze drugiego skrzypka orkiestry dworskiej. Dzięki mecenatowi Polanowskiego Kurpiński miał możliwość zdobyć praktyczną wiedzę na temat dyrygentury i kompozycji, w Moszkowie skomponował swój pierwszy utwór.
W II Rzeczypospolitej do 1934 samodzielna gmina jednostkowa Moszków. Następnie należała do zbiorowej wiejskiej gminy Chorobrów w powiecie sokalskim w woj. lwowskim. Po wojnie wieś weszła w skład powiatu hrubieszowskiego w woj. lubelskim. 
W latach 1944–1945 nacjonaliści ukraińscy z OUN - UPA zamordowali tutaj 12 Polaków.
W 1951 roku wieś wraz z niemal całym obszarem gminy Chorobrów została przyłączona do Związku Radzieckiego w ramach umowy o zamianie granic z 1951 roku. W późniejszym okresie zmieniono nazwę wsi oraz włączono do niej miejscowość Szmitków.